# Rei Nefercaré e General Sassenete
A história egípcia antiga do Rei Nefercaré e General Sassenete sobrevive apenas em fragmentos. Com sua atmosfera de mistério noturno e intriga, é um exemplo primitivo da tradição da capa e espada literária. É frequentemente citada por pessoas interessadas em homossexualidade e sua história como prova de que existia uma relação homossexual entre um faraó e um de seus oficiais. Por outro lado, a literatura costuma refletir costumes sociais: o conto é censurável da conduta do rei, o que pode muito bem refletir a atitude das pessoas em relação à homossexualidade.
A história é datada do final do Império Novo, embora tenha sido composto mais cedo e pretende descrever as façanhas noturnas de Pepi II Nefercaré; alguns estudiosos como R. S. Bianchi pensam que é uma obra de literatura arcaizante e data da XXV dinastia referindo-se a Xabaca Nefercaré, um faraó cuxita.
Contém uma referência ao antigo mito do deus solar Rá e ao deus do reino dos mortos Osíris. Estes dois deuses existiam numa relação de interdependência: Osíris precisava da luz do sol enquanto Rá, que tinha de atravessar o mundo subterrâneo durante a noite para alcançar o horizonte oriental pela manhã, precisava dos poderes de ressurreição de Osíris. Sua união ocorria durante as quatro horas de escuridão mais profundas – as mesmas horas em que Nefercaré é dito gastar com seu general.